# 장위그 앙글라드
장위그 앙글라드(Jean-Hugues Anglade, 1955년 7월 29일 ~ )는 프랑스의 배우이다.

## 출연 작품

### 영화
- 위험한 행마 (1984)
- 서브웨이 (1985)
- 베티 블루 (1986)
- 니키타 (1990)
- 킬링 죠 (1993)
- 여왕 마고 (1994)
- 레옹 (1994)
- 넬리 앤 아르노 (1995)
- 맥시멈 리스크 (1996)
- 모탈 트랜스퍼 (2001)
- 테이킹 라이브즈 (2004)
- 수부라 게이트 (2015)
- 수영장으로 간 남자들 (2018)

### TV
- 소프라노스 (2002)
- John Adams (2008)
- Versailles (2018)